# أندروجين
الأندروجين هو الاسم العام لمجموعة من الستيروئيدات الطبيعية والاصطناعية من الستيرويد التي تنظم تطور وصيانة الخصائص الذكورية في الفقاريات من خلال الارتباط بمستقبلات الأندروجين،[بحاجة لمصدر] وهذا يشمل التطور الجنيني للأعضاء التناسلية الذكرية الأولية، وتطور الخصائص الجنسية الثانوية للذكور عند سن البلوغ. يتم تصنيع الأندروجين في الخصيتين والمبيضين والغدد الكظرية.. الأندروجينات الطبيعية التي توجد في بول الذكر وفي الخصية، تشمل الأندروستيرون، والديهيدروأندروستيرون، والتستوستيرون، والأندروستان ديون. وهي مسؤولة عن شعر الذقن والصوت الخشن والعضلات الثقيلة، ولها تأثير ذكوري نفسي. وبالرغم من معارضتها للهرمونات الجنسية الأنثوية، فإن الأندروجين يذكر بالأستروجين في تسبيبه تقرن المهبل والضمور الخصوي، والبروجسترونات في تنشيط التغييرات قبل الحمل في بطانة الرحم.
تزداد الأندروجينات في كل من الذكور والإناث خلال فترة البلوغ. الأندروجين الرئيسي في الذكور هو هرمون التستوستيرون. ديهدروتستوستيرون اختصاراً (DHT)، أندروستينيون لهما نفس القدر من الأهمية في نمو الذكور. يسبب (DHT) في الرحم تمايز القضيب وكيس الصفن والبروستات. في مرحلة البلوغ، يساهم (DHT) أيضاً في الصلع ونمو البروستاتا ونشاط الغدة الدهنية.

## أنواع وأمثلة الأندروجينات
تتكون المجموعة الفرعية الرئيسية من الأندروجين، والمعروفة باسم أندروجينات الغدة الكظرية، من منشطات تحتوي على 19 كربونًا تم تصنيعها في المنطقة الشبكية، وهي الطبقة الأعمق من قشرة الغدة الكظرية. تعمل الأندروجينات الكظرية كمنشطات ضعيفة (على الرغم من أن بعضها سلائف)، وتشمل المجموعة الفرعية ديهيدرو إيبياندروستيرون (DHEA) وكبريتات ديهيدرو إيبياندروستيرون (DHEA-S) وأندروستيندويون (A4) وأندروستينيديول (A5) إلى جانب التستوستيرون، تشمل الأندروجينات الأخرى ما يلي:
- ديهيدرو إيبياندروستيرون (DHEA) هو هرمون ستيرويد ينتج في قشرة الغدة الكظرية من الكوليسترول. إنه السلائف الأولية لهرمون الاستروجين الطبيعي. يسمى DHEA أيضًا ديهيدروأيزو أندروستيرون.
- أندروستيندويون (A4) هو ستيرويد منشط الذكورة تنتجه الخصيتان وقشرة الغدة الكظرية والمبايض. بينما يتم تحويل الأندروستينيون عن طريق عمليات الأيض إلى هرمون التستوستيرون والأندروجينات الأخرى، فهي أيضًا البنية الأم للإسترون. تم حظر استخدام أندروستيندويون كملحق رياضي أو كمال الأجسام من قبل اللجنة الأولمبية الدولية، وكذلك المنظمات الرياضية الأخرى.
- أندروستينيديول (A5) هو مستقلب الستيرويد الذي يعتقد أنه يعمل كمنظم رئيسي لإفراز الجونادوتروبين. الأندروستيرون هو منتج ثانوي كيميائي تم إنشاؤه أثناء تكسير الأندروجين، أو مشتق من البروجسترون، والذي يمارس أيضًا تأثيرات ذكورية طفيفة، ولكن مع سُبع كثافة هرمون التستوستيرون. يوجد بكميات متساوية تقريبًا في البلازما والبول لكل من الذكور والإناث.
- ثنائي هيدروتستوستيرون (DHT) هو مستقلب لهرمون التستوستيرون، واندروجين أقوى من هرمون التستوستيرون لأنه يرتبط بقوة أكبر بمستقبلات الأندروجين. يتم إنتاجه في الجلد والأنسجة التناسلية.

تم تحديده من خلال النظر في جميع طرق الفحص البيولوجي (حوالي 1970)

تكوين الستيرويدات عند الإنسان ويظهر التستوستيرون قريبا من أسفل الصورة.

- التستوسترون: غالباً ما تستعمل أحد مشتقاته ذات التأثير المديد منها إيننتات تستوسترون هذا التأثير يشبه السيكلوبنتيل – بروبيونات يعطى بمقدار 400 ملغ كل 2-3 أسبوع حقناً عضلياً ومنع تراجعه كما يستفاد منها لمنع حدوث التوازن البروتيئيني السلبي في النسج الرخوة والنسيج العظمي ويدفع لدعم وجود الصوديوم والبوتاسيوم والفوسفور والبروتين في النسج عامة، والكالسيوم في النسيج العظمي خاصة، وتعطى بمقدار متحفظ خشية حدوث ضخامة البروستات أو حدوث الأذية الكبدية أو الكلوية خاصة عند وجود التهاب كلية مزمن، وهذا الاستعمال قد يؤدي إلى ضعف المنويات بسبب لجم الهرمونات الجنسية التناسلية النخامية، وقد يعطي العلاج المفرط فرط كلس الدم، كذلك تعطى بتحفظ للمصابين بأمراض قلبية، أو بالداء السكري، وقد يزيد كولسترول الدم.

وقد تحدث عند البعض ألم خصوي أو بربخي واضطراب الميل الجنسي، اضطراب النوم، احمرار الوجه والجلد، فرط تنبه – قلق، عد شبابي أوالي نزف دموي عند اللذين يستعملون مضادات التخثر، وقد يحدث نقص الكريات البيض، كما لوحظ في بعض الحالات اضطرابات شروية – وقد تحدث تبدلات في عدد من القيم المخبرية مثل سكر الدم – تحمل السكر – نقص PBI – زيادة أخذ الكريات الحمر للهرمون T-3 وقد تستعمل بدلاً عنه مركب أندروجيني هو 17 – ب هيدروكسي أندروست –4–ين-3-ون 17 B-hydroxyandrost 4-en-3-one يهيأ بشكل مضغوطات صغيرة طولها 3.5 ملم تحوي 75 ملغ تدفن تحت الجلد من 1-3 مضغوطات ويفضل عليها طريق الحقن.
تستوسترون بروبيونات يعطى بمقدار 10-100 ملغ في العضل كل 2-3 أيام بمحلول زيتي.
سيكلوينيل بروبيونات تستوسترون – Cyclopentyl propionate وتعطى بمقدار 200 ملغ كل 2-3 أسوبع حقناً عضلياً.
فنيل استات تستوسترون – Phenyl acetate وتعطى بمقدار 400 ملغ حقناً عضلياً كل 2-3 أسابيع.
ويمكن أن نستعمل التستوسترون الحر دفناً بشكل مضغوطات تحوي الواحدة 75 ملغ، حيث تدفن تحت الجلد مضغوطات، ويكرر الدفن كل 6 أشهر. وتسمى المضغوطات Pellet Implantation.
ومنها أنواع تعطى عن طريق الفم مثل فلوكسي مه سترون Fluoxymesteron بمقدار 2-10 ملغ عن طريق الفم وتأثيره الاندروجيني أقوى 2.5 مرة من مه تيل تستوسترون إلا أن التأثير السمي للفلوكسي على الكبد أقل من مثيل تستوسترون Methyl Testoterone، وهو أيضاً أقل قدرة على غلق الهشاشات، وكثيراً ما تفضل المشتقات التي تعطى على المشتقات المعطاة عن طريق الفم، لتحديد المقدار الممتص وأما عريق الامتصاص الموضعي تحت اللسان فقليل الاستعمال.
هذا وقد حضر المثيل تستوسترون بشكل مضغوطات تحوي الواحدة 5 ملغ تعطى بلعاً من 5-25 ملغ كل يوم وقد يفيد بالرغم ما ذكر سابقاً في آلام الثدي وبعض الاضطرابات الوظيفية عند النساء وعسرة الطمث وهيأه أحد المعامل باسم آخر هو تستون Testone بشكل مضغوطات تحوي الواحدة 25 ملغ إلا أنه يخشى من تأثيره على الكبد وغلق الهشاشات عند الأطفال، ومن مضادات استطابة التسمم الدرقي، ضخامة النهايات، العملقة، أو وجود قصور كبدي، وكل ما ذكر للتستوسترون ايننتات إذا ما استعمل ولا بد من مطولة.
3- الفوائد الدوائية لمركبات الاندروجين

### أ	- الفوائد الدوائية عند الذكور
يستعمل الاندروجين لدعم الوظيفة الجنسية عند نقص وظيفة الخصيتين البدئي، أو بعد رض أو التهاب أو عمل جراحي، وخاصة ربط القناتين الناقلتين أثناء عملية فتق اربي، أو بعد إصابة الخصية بالنكاف، وفي ضعف الحيوانات المنوية فمن المحتمل وجود ضعف هرموني خصوي. ونارداً ما نجد تأثر الخصية من النكافة إذا حصل قبل البلوغ.
كما تفيد الاندروجينات في متلازمة كلاينفلتر الخلقي XXY ولا بد من استمرار المعالجة لأن النكس كثيراً ما يحصل بعد إيقاف المعالجة. كثيراً ما تضاف هرمونات النخامة F.S.H. مع الأندروجينات لدعم الإخصاب، ولا تبدأ المعالجات بالاندروجينات إلا بعد سن البلوغ ووضوح علامات القصور، وذلك لصعوبة تشخيص الضعف عند الأطفال إلا بالاستعانة بمعايرة 17-كيتو سيتروئيد في البول وملاحظة بعد العلامات النفسية الخاصة عند الطفل. ويكثر استعمال الأندروجينات عند الكهول لضعف الخصيتين، وتراجعهما المبكر، وقد تشرك مع الهرمونات النخامية.

#### ب	-	الفوائد الدوائية عند النساء
يمكن إصلاح الانحرافات الوظيفية مثل التوتر قبل الطمث مثلاً باستعمال مه تيل تستوسترون 10 ملغ ثلاث مرات كل يوم قبل الإباضة لثمانية أيام بدءاً من اليوم العاشر لامرأة دورتها 28 يوم. ويمكن أن يستعمل مشتق آخر أندروجيني مثيل أندروستيناديول بمقدار 20 ملغ يعطى مرتين كل يوم لـ 7-8 أيام قبل الطمث.
وتستعمل الاندروجينات في عسر الطمث ويفضل عليها مشتقات البروجسترون وتفيد في النزوف الرحمية الوظيفية وخاصة أنواع الحقن العضلي مثل بروبيونات التستوسترون من محلوله الزيتي 25 ملغ كل يوم لـ 5 أيام في النزف الحاد. وكثيراً ما يشرك مع مشتق بروجستروني 25 ملغ كل يوم لـ 5 أيام.
ويستفاد من بعض مشتقات الاندروجين في إثارة الرغبة الجنسية عند الأنثى، ومن هذه المشتقات مه تيل تستوسترون 10 ملغ كل يوم لعدة أيام عن طريق الفم.
يعطى لإثارة الرغبة الجنسية مشتق للحقن العضلي مثل سيكلوبنتيل وبروبيونات تستوسترون بمقدار 50 ملغ كل 15-20 يوماً. يمكن أن تستعمل الاندروجينات عند النساء لايقاف الإرضاع وفي السيطرة على أورام الثدي بعد الاستئصال الجراحي.
جـ- الهرمونات الاستقلابية للبروتين الإيجابي: أدخلت مواد دوائية عديدة تؤثر على الاستقلاب الإيجابي للبروتين بالإضافة إلى التأثير الأندروجيني المذكر وهي عديدة جداً. وذات قيمة كبرى وأهمها هي:
1- نندرولون فنيل بروبيونات Propionate Nandrolone Phenyl ومقداره حوالي 25 ملغ كل أسبوع أو 50 – 100 ملغ كل 2 أسبوع تحقن في العضل أو تحت الجلد ويمكن أن تشاهد بعض الارتكاسات الجلدية عند بعض المرضى.
2- ميتاندروستانولون Metandrostanolone ولهذا الدواء تأثير أندروجيني مذكر محدود في بعض النساء. وإذا ما أعطي بمقدار 10-15 ملغ كل يوم يؤدي إلى احتباس بروتيني مصلي دموي من قبل الكبد بعد العلاجات المديدة ومعدل المقدار 5 ملغ كل يوم.
3- أوكسي ميتولون Oxymetholone يعطى بمقدار 2.5 ملغ ثلاث مرات كل يوم.
4- نورايتاندرلون – Norethandrolone يعطى بمقدار 30-50 ملغ كل يوم.
5- ستانالون Stanalon يعطى بمقداره 50-150 ملغ حقن في العضل مرة أو مرتين في الأسبوع.
6- ستانازول Stanazolol يعطى 1 ملغ ثلاث مرات عن طريق الفم كل يوم.
7- أتيل ا سترينول Ethylestrenool يعطى بمقدار 4-8 ملغ كل يوم في مضغوطات أو شراب بالفم.
كل هذه المحضرات يمكن أن يكون لها تأثيرات جانبية ليست معروفة بعد.
كثرة تعدد المستحضرات المؤثرة، يجعل اختيار احدها عسيراً. على الطبيب أن يختار المستحضرات الموافقة لحالة المريض الاقتصادية والمؤثرة بنفس الوقت.
وإن استعمال مستحضرات التستوسترون ذات التأثير القصير الأمد يعطى للحالات القليلة من المرضى الذين يتطلبون مرافقة طبية متقاربة الفترات، أو للذين يتناولون العلاج في المؤسسات الصحية مثل المستشفيات، أو في الحالات التي تتطلب دقة في تحديد المقدار العلاجي مثل الحالات التي تجري عليها اختبارات ودراسات للأبحاث العلمية. والأدوية المختارة هي التي تمتلك تأثيرين معا اندروجيني واستقلابي بروتيني تكون مرغوبة مثل مه تيل تستوسترون عن طريق الفم، أو أحد المواد ذات التأثير المزودج لتعطى عن طريق العضل أو تحت الجلد. وإذا كان المرغوب هو المستحضرات ذات التأثير الاندروجيني القليل، فيمكن أن نعطي من المشتقات الحديثة التي تؤثر في استقلاب البروتينات بالدرجة الأولى.
ومع ذلك لا تزال هذه المستحضرات بحاجة إلى دراسات أكثر في التأثيرات الدوائية أو التأثيرات الجانبية، وتحديد المقادير وفق الحالات العضوية المختلفة.
وملاحظة هامة نذكرها أن كل مريض يعالج بها يجب أن يراقب عن كثب وبعناية خاصة من سرطنات البروستات أو من أعراض التسممات الكبدية.
أما التأثيرات المذكرة عند النساء خاصة الحوامل والتي قد تؤثر على الجنين فإنها قد تحدث تأثيرها على الجنين ولو تم الحمل بعد قطع المعالجة بالاندروجين.

### مبيض الأنثي وأندروجين الغدة الكظرية
ينتج المبيض والغدة الكظرية مستويات أقل بكثير من الخصيتين. فيما يتعلق بالمساهمات النسبية للمبايض والغدة الكظرية في مستويات الأندروجين لدى الإناث، في دراسة أجريت على ست نساء في فترة الحيض، تم إجراء الملاحظات التالية:
- مساهمة الغدة الكظرية في T و DHT و A و ديهيدرو إيبياندروستيرون وكبريتات ديهيدرو إيبياندروستيرون المحيطية ثابتة نسبيًا طوال الدورة الشهرية.
- تصل مساهمة المبيض من T و A و DHEA-S المحيطية إلى المستويات القصوى في منتصف الدورة، في حين لا يبدو أن مساهمة المبيض في DHT و ديهيدرو إيبياندروستيرون المحيطية تتأثر بالدورة الشهرية.
- تساهم قشرة المبيض والغدة الكظرية بالتساوي في T و DHT و A. المحيطي، باستثناء أن مساهمة المبيض المحيطي في منتصف الدورة هي ضعف مساهمة الغدة الكظرية.
- يتم إنتاج ديهيدرو إيبياندروستيرون (DHEA) و كبريتات ديهيدرو إيبياندروستيرون (DHEA_S) المحيطي بشكل أساسي في قشرة الغدة الكظرية التي توفر 80٪ من DHEA وأكثر من 90٪ من DHEA-S.

| اندروجين                        | المبيض (٪) (F ، M ، L) | أدرينال % |
| ------------------------------- | ---------------------- | --------- |
| ديهيدرو إيبياندروستيرون         | 20                     | 80        |
| كبريتات ديهيدرو إيبياندروستيرون | 4, 10, 4               | 90_96     |
| أندروستيندويون                  | 45, 70, 60             | 30–55     |
| التستوستيرون                    | 33, 60, 33             | 40–66     |
| ثنائي هيدروتستوستيرون           | 50                     | 50        |

F = الجريب المبكر، M = منتصف الدورة، L = المرحلة الأصفرية المتأخرة.

## الوظيفة البيولوجية

### تطور الذكور قبل الولادة

#### تشكيل الخصيتين
أثناء نمو الثدييات، تكون الغدد التناسلية في البداية قادرة على أن تصبح إما مبيضين أو خصيتين. في البشر، بدءًا من الأسبوع الرابع تقريبًا، توجد أساسيات الغدد التناسلية داخل الأديم المتوسط الوسيط المجاور للكلى النامية. في حوالي الأسبوع 6، تتطور الحبال الجنسية الظهارية داخل الخصيتين المتكونتين وتدمج الخلايا الجنسية أثناء هجرتها إلى الغدد التناسلية. في الذكور، تتحكم بعض جينات كروموسوم Y، وخاصة SRY، في تطور النمط الظاهري الذكري، بما في ذلك تحويل الغدد التناسلية ثنائية القدرة المبكرة إلى الخصيتين. في الذكور، تغزو الحبال الجنسية بالكامل الغدد التناسلية النامية.

#### إنتاج الأندروجين
الخلايا الظهارية المشتقة من الأديم المتوسط للحبال الجنسية في الخصيتين النامية تصبح خلايا سيرتولي، والتي ستعمل لدعم تكوين خلايا الحيوانات المنوية. تظهر مجموعة صغيرة من الخلايا غير الظهارية بين الأنابيب بحلول الأسبوع الثامن من نمو الجنين البشري. هذه هي خلايا ليديج. بعد فترة وجيزة من التفريق، تبدأ خلايا بينية في إنتاج الأندروجينات.

### تأثيرات الأندروجين
تعمل الأندروجينات كهرمونات باراكرين التي تتطلبها خلايا سيرتولي لدعم إنتاج الحيوانات المنوية. كما أنها مطلوبة لتذكير الجنين الذكر النامي (بما في ذلك تكوين القضيب وكيس الصفن). تحت تأثير الأندروجينات، تتطور بقايا الميزونيفرون، قنوات ولفيان، إلى البربخ، الأسهر والحويصلات المنوية. يتم دعم هذا الإجراء من الأندروجينات بواسطة هرمون من خلايا سيرتولي، هرمون مثبط مولر (MIH)، والذي يمنع قنوات مولر الجنينية من التطور إلى قناتي فالوب وأنسجة الجهاز التناسلي الأنثوية الأخرى في أجنة الذكور. تتعاون MIH والأندروجين للسماح بحركة الخصيتين في كيس الصفن.

### التنظيم المبكر
قبل إنتاج الهرمون اللوتيني لهرمون الغدة النخامية (LH) من قبل الجنين ابتداءً من حوالي الأسابيع 11 إلى 12، تعمل موجهة الغدد التناسلية المشيمية البشرية (hCG) على تعزيز تمايز خلايا بينية وإنتاجها من الأندروجينات في الأسبوع الثامن. عمل الأندروجين في الأنسجة المستهدفة غالبًا يتضمن تحويل هرمون التستوستيرون إلى 5α ديهدروتستوستيرون (DHT).

### تطور البلوغ عند الذكور
تزداد مستويات الأندروجين بشكل كبير عند الذكور ،في وقت البلوغ والأندروجينات تتوسط في تطوير الخصائص الجنسية الثانوية الذكورية وكذلك تنشيط تكوين الحيوانات المنوية والخصوبة والتغيرات السلوكية الذكورية مثل التكاثر وزيادة الدافع الجنسي. تشمل الخصائص الجنسية الثانوية الذكرية الشعر الأندروجيني، وتعميق الصوت، وظهور تفاحة آدم، وتوسيع الكتفين، وزيادة كتلة العضلات، ونمو القضيب.

### تكوين الحيوانات المنوية
يزداد إنتاج الأندروجين و LH وهرمون منشط لتكوين الحوصلة (FSH) وتفرغ الحبال الجنسية خلال فترة البلوغ، وتشكل الأنابيب المنوية، وتبدأ الخلايا الجرثومية في التمايز إلى حيوانات منوية. طوال فترة البلوغ، يعمل الأندروجينات و FSH بشكل تعاوني على خلايا سيرتولي في الخصيتين لدعم إنتاج الحيوانات المنوية. يمكن استخدام مكملات الأندروجين الخارجية كوسيلة لمنع الحمل للذكور. يمكن لمستويات الأندروجين المرتفعة الناتجة عن استخدام مكملات الأندروجين أن تمنع إنتاج LH وتعيق إنتاج الأندروجين الداخلي بواسطة خلايا بينية. بدون المستويات المرتفعة محليًا من الأندروجين في الخصيتين بسبب إنتاج الأندروجين بواسطة خلايا بينية، يمكن أن تتدهور الأنابيب المنوية، مما يؤدي إلى العقم. لهذا السبب، يتم تطبيق العديد من بقع الأندروجين عبر الجلد على كيس الصفن.

### ترسب الدهون
عادة ما يكون لدى الذكور دهون أقل من الإناث. تشير النتائج الحديثة إلى أن الأندروجينات تثبط قدرة بعض الخلايا الدهنية على تخزين الدهون عن طريق منع مسار نقل الإشارة الذي يدعم وظيفة الخلايا الشحمية بشكل طبيعي. أيضا، الأندروجين، وليس هرمون الاستروجين، يزيد من مستقبلات بيتا الأدرينالية مع تقليل مستقبلات ألفا الأدرينالية - مما يؤدي إلى زيادة مستويات الإبينفرين / النوربينفرين بسبب نقص التغذية المرتدة السلبية لمستقبل ألفا -2 وانخفاض تراكم الدهون بسبب الإيبينيفرين / النوربينفرين ثم العمل على تحلل الدهون - تحفيز مستقبلات بيتا.

### كتلة العضلات
عادةً ما يكون لدى الذكور كتلة عضلية هيكلية أكبر من الإناث. تعزز الأندروجينات تضخم خلايا العضلات والهيكل العظمي وربما تعمل بطريقة منسقة لتعمل من خلال العمل على عدة أنواع من الخلايا في أنسجة العضلات والهيكل العظمي. نوع واحد من الخلايا ينقل إشارات الهرمونات لتوليد العضلات، الأرومة العضلية. يؤدي ارتفاع مستويات الأندروجين إلى زيادة التعبير عن مستقبلات الأندروجين. يؤدي اندماج الخلايا العضلية إلى توليد أنابيب عضلية، في عملية مرتبطة بمستويات مستقبلات الأندروجين.

### الدماغ
يمكن أن تؤثر المستويات المتداولة من الأندروجين على سلوك الإنسان لأن بعض الخلايا العصبية حساسة لهرمونات الستيرويد. مستويات الأندروجين متورطة في تنظيم العدوان البشري والرغبة الجنسية. في الواقع، الأندروجينات قادرة على تغيير بنية الدماغ في العديد من الأنواع، بما في ذلك الفئران والجرذان والرئيسيات، مما ينتج عنه اختلافات بين الجنسين.
أظهرت العديد من التقارير أن الأندروجينات وحدها قادرة على تغيير بنية الدماغ، ولكن من الصعب تحديد التغيرات في التشريح العصبي الناجم عن الأندروجينات أو هرمون الاستروجين، بسبب قدرتها على التحويل.
أظهرت أدلة من دراسات تكوين الخلايا العصبية (تكوين خلايا عصبية جديدة) على ذكور الجرذان أن الحُصين منطقة دماغية مفيدة لفحصها عند تحديد تأثيرات الأندروجينات على السلوك. لفحص تكوين الخلايا العصبية ، تمت مقارنة ذكور الجرذان من النوع البري مع ذكور الجرذان التي لديها طفرة تأنيث الخصية (TMF)، وهو اضطراب وراثي أدى إلى عدم حساسية كاملة أو جزئية للأندروجين ونقص في الأعضاء التناسلية الخارجية للذكور.
طُبق الحقن العصبي من بروموديوكسيوريدين (BrdU) على الذكور من كلا المجموعتين لاختبار تكوين الخلايا العصبية. أظهر التحليل أن هرمون التستوستيرون و ثنائي هيدروتستوستيرون ينظم تكوين الخلايا العصبية للحصين عند البالغين (AHN). تم تنظيم تكوين الخلايا العصبية في الحصين عند البالغين من خلال مستقبلات الأندروجين في ذكور الجرذان البرية، ولكن ليس في ذكور الجرذان TMF. لمزيد من اختبار دور مستقبلات الأندروجين المنشطة على AHN، تم إعطاء فلوتاميد، وهو دواء مضاد للأندروجين يتنافس مع هرمون التستوستيرون ودايهيدروتستوستيرون لمستقبلات الأندروجين وديهدروتستوستيرون إلى ذكور الجرذان العادية. زاد ثنائي هيدروتستوستيرون من عدد خلايا BrdU، بينما قام الفلوتاميد بتثبيط هذه الخلايا.
علاوة على ذلك، لم يكن لهرمون الاستروجين أي تأثير. يوضح هذا البحث كيف يمكن للأندروجين أن يزيد من هرمون AHN.
درس الباحثون أيضًا كيف أثر التمرين الخفيف على تخليق الأندروجين والذي يؤدي بدوره إلى تنشيط AHN لمستقبلات N-methyl-D-aspartate (NMDA). يحرض NMDA على تدفق الكالسيوم الذي يسمح باللدونة المتشابكة التي تعتبر ضرورية لـ AHN.
قام الباحثون بحقن كل من الفئران المستأصلة الأوركيد (ORX) (المخصي) والذكور المخصي الوهمي باستخدام BrdU لتحديد ما إذا كان عدد الخلايا الجديدة قد زاد. ووجدوا أن AHN في ذكور الجرذان يزداد بممارسة التمارين الخفيفة عن طريق زيادة تخليق ثنائي هيدروتستوستيرون في قرن آمون. مرة أخرى لوحظ أن AHN لم يزداد عن طريق تنشيط مستقبلات هرمون الاستروجين.
يقلل تنظيم الأندروجين من احتمالية الإصابة بالاكتئاب عند الذكور. في ذكور الجرذان قبل المراهقة، ظهرت على الفئران حديثي الولادة التي عولجت بالفلوتاميد أعراض شبيهة بالاكتئاب أكثر من الفئران.
مرة أخرى تم حقن BrdU في كلتا المجموعتين من الفئران لمعرفة ما إذا كانت الخلايا تتكاثر في الأنسجة الحية. توضح هذه النتائج كيف يكون لتنظيم الأندروجينات تأثير إيجابي على تكوين الخلايا العصبية في الحُصين قبل سن المراهقة والذي قد يكون مرتبطًا بأعراض أقل شبيهة بالاكتئاب.
العزلة الاجتماعية لها تأثير معيق في AHN بينما يزيد التنظيم الطبيعي للأندروجين من AHN. أظهرت دراسة أجريت على ذكور الجرذان أن هرمون التستوستيرون قد يمنع العزلة الاجتماعية، مما يؤدي إلى وصول تكوين الخلايا العصبية في الحصين إلى التوازن الداخلي - وهو التنظيم الذي يحافظ على استقرار الظروف الداخلية. أظهر تحليل Brdu أن التستوستيرون الزائد لا يزيد من تأثير الحجب ضد العزلة الاجتماعية؛ أي أن المستويات الطبيعية المنتشرة للأندروجين تلغي الآثار السلبية للعزلة الاجتماعية على AHN.

### تأثيرات خاصة بالمرأة
الأندروجينات لها أدوار محتملة في استرخاء عضل الرحم عبر مسارات غير جينومية ومستقلة عن مستقبلات الأندروجين، مما يمنع تقلصات الرحم المبكرة أثناء الحمل.

### حساسية الاندروجين
يمكن أن تؤدي القدرة المنخفضة لجنين النمط النووي XY على الاستجابة للأندروجينات إلى حالة من عدة حالات، بما في ذلك العقم والعديد من أشكال حالات الخنوثة.

## النشاط البيولوجي
ترتبط الأندروجين بمستقبلات الأندروجين وتنشطها للتوسط في معظم آثارها البيولوجية.

### الفاعلية النسبية
ُحدد من خلال النظر في جميع طرق الفحص البيولوجي (حوالي 1970):
| أندروجين                  | الفاعلية |
| التستوستيرون              | 50       |
| 5α-ديهدروتستوستيرون (DHT) | 100      |
| أندروستانديول             | 8        |
| أندروستينديون             | 8        |
| ديهيدرو إيبياندروستيرون   | 4        |

كان (DHT) أكثر فاعلية بمقدار 2.4 مرة من هرمون التستوستيرون في الحفاظ على وزن البروستاتا الطبيعي وكتلة تجويف القناة (هذا مقياس لتحفيز وظيفة الخلايا الظهارية). في حين كان DHT فعالًا بنفس القدر مثل هرمون التستوستيرون في منع موت خلايا البروستاتا بعد الإخصاء.

يكون تكوين الستيرويد، الذي يظهر العلاقة بين العديد من الأندروجينات، في أسفل اليسار. الإسترون والإستراديول، على النقيض من ذلك، هما هرمون الاستروجين.

### الإجراءات غير الجينومية
ُعثِر على الأندروجين أيضًا للإشارة من خلال مستقبلات الأندروجين الغشائية، والتي تختلف عن مستقبلات الأندروجين النووية التقليدية.

## الكيمياء الحيوية

### التخليق الحيوي
يتم تصنيع الأندروجين من الكوليسترول ويتم إنتاجه بشكل أساسي في الغدد التناسلية (الخصيتين والمبيضين) وكذلك في الغدد الكظرية. تنتج الخصيتان كمية أكبر بكثير من المبيضين. يحدث تحويل هرمون التستوستيرون إلى هرمون DHT الأكثر فعالية في غدة البروستاتا والكبد والدماغ والجلد.

### التمثيل الغذائي
يتم التمثيل الغذائي الأندروجينات بشكل رئيسي في الكبد.

## استخدامات طبية
يمكن علاج انخفاض مستوى هرمون التستوستيرون (قصور الغدد التناسلية) لدى الرجال بإعطاء هرمون التستوستيرون. يمكن علاج سرطان البروستاتا عن طريق إزالة المصدر الرئيسي لهرمون التستوستيرون: استئصال الخصية؛ أو العوامل التي تمنع الأندروجينات من الوصول إلى مستقبلاتها: مضادات الأندروجين.